# Liberal arts college

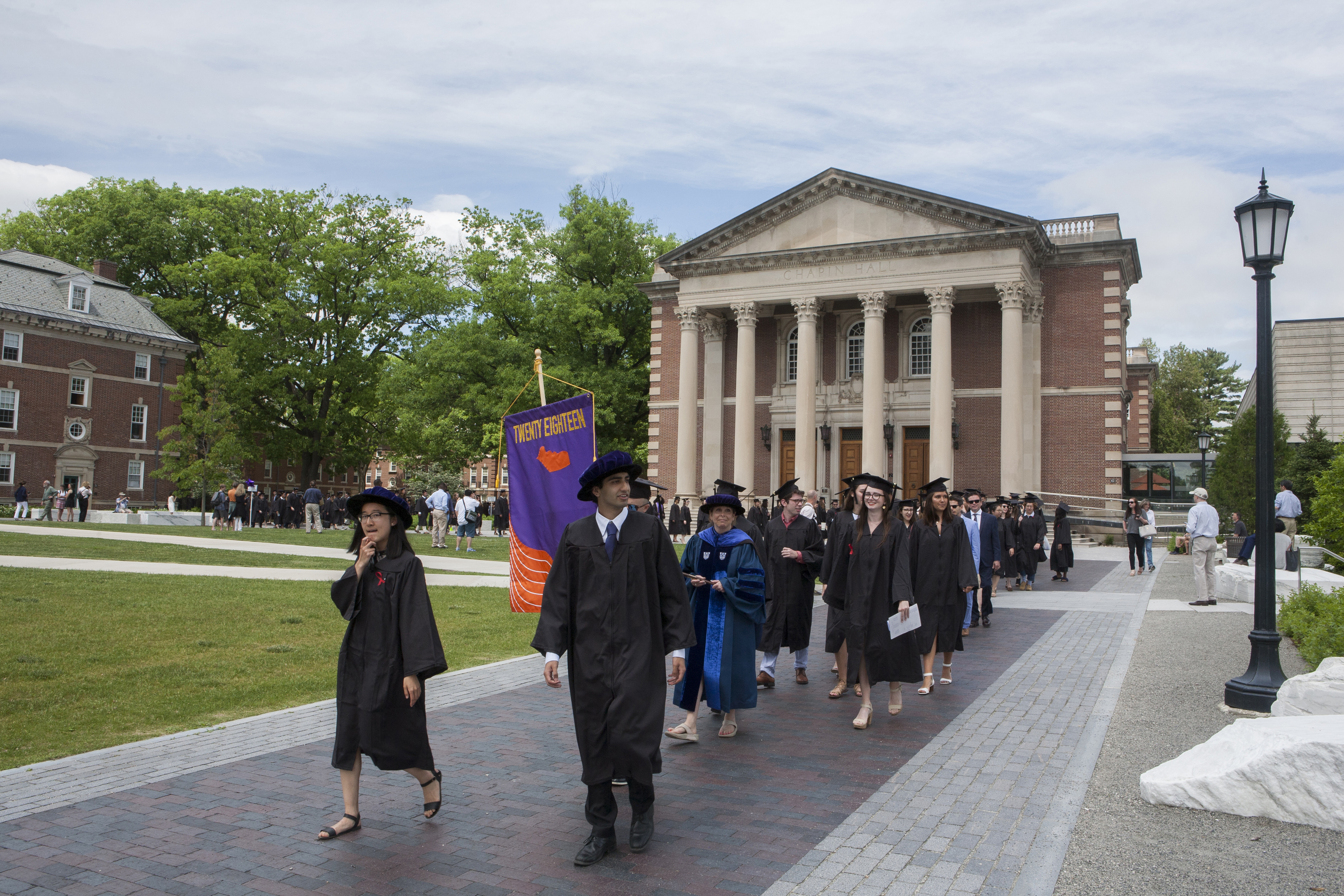
Williams College i Williamstown, Massachusetts.

Liberal arts college är en framför allt i USA använd benämning för en typ av högskola. Ett liberal arts college är inriktat på att ge en bred allmänbildning i ämnen och färdigheter (liberal arts) som anses centrala för den fria medborgaren, till skillnad från mera specialiserade eller yrkesinriktade högskolor, såsom tekniska eller handelshögskolor. Liberal arts colleges är vanligen specialiserade på grundutbildning, till skillnad från klassiska universitet där forskning och forskarutbildning är väsentliga inslag i verksamheten.
Liberal arts colleges är ofta förhållandevis små, ibland belägna i lantlig miljö och strävande efter en familjär stämning i förhållandet mellan lärare och studenter. Vissa liberal arts colleges anses vara ganska exklusiva, och många har en högre andel studenter som går vidare till forskarutbildning än vad många större universitet har.